# La strada per Hollywood
La strada per Hollywood (The Road to Hollywood) è un film del 1947 diretto da Bud Pollard.